# Chukumuchu
Chukumuchu est une ville du Botswana.